# Copper (Oregon, Wallowa megye)
Copper az Amerikai Egyesült Államok északnyugati részén, Oregon állam Wallowa megyéjében elhelyezkedő kísértetváros.
Itt található a Copper River fogadó.

## Fordítás
- Ez a szócikk részben vagy egészben  a   Copper, Wallowa County, Oregon című angol Wikipédia-szócikk ezen változatának fordításán alapul.  Az eredeti cikk szerkesztőit annak laptörténete sorolja fel. Ez a jelzés csupán a megfogalmazás eredetét és a szerzői jogokat jelzi, nem szolgál a cikkben szereplő információk forrásmegjelöléseként.